# دانييلي غريكو
دانييلي غريكو (Daniele Greco) ؛ (روما، 27 أبريل 1988)، لاعب كرة قدم إيطالي.
بدأ مسيرته الكروية مع نادي لاتسيو وما زال يلعب معهم.

## وصلات خارجية
- دانييلي غريكو على موقع الاتحاد الدولي لألعاب القوى (الإنجليزية)
- دانييلي غريكو على موقع الاتحاد الإيطالي لألعاب القوى (الإيطالية)
- دانييلي غريكو على موقع الدوري الماسي (الإنجليزية)
- دانييلي غريكو على موقع اللجنة الأولمبية الدولية (الإنجليزية)
- دانييلي غريكو على موقع أوليمبيديا (الإنجليزية)